# 新场站 (贵州省)
新场站是位于贵州省桐梓县楚米镇新场村的一个铁路车站，邮政编码563204。车站建于1965年，有川黔铁路经过该站，现办理客运业务，不办理货运业务。车站及其上下行区间均已电气化，距离重庆站226公里，隶属成都铁路局，是四等站。

## 车站结构
新场站站内坡度6‰，原设有2条股道，川黔铁路电气化后增加至3条，并新建1孔32米混凝梁中桥一座:57,71。

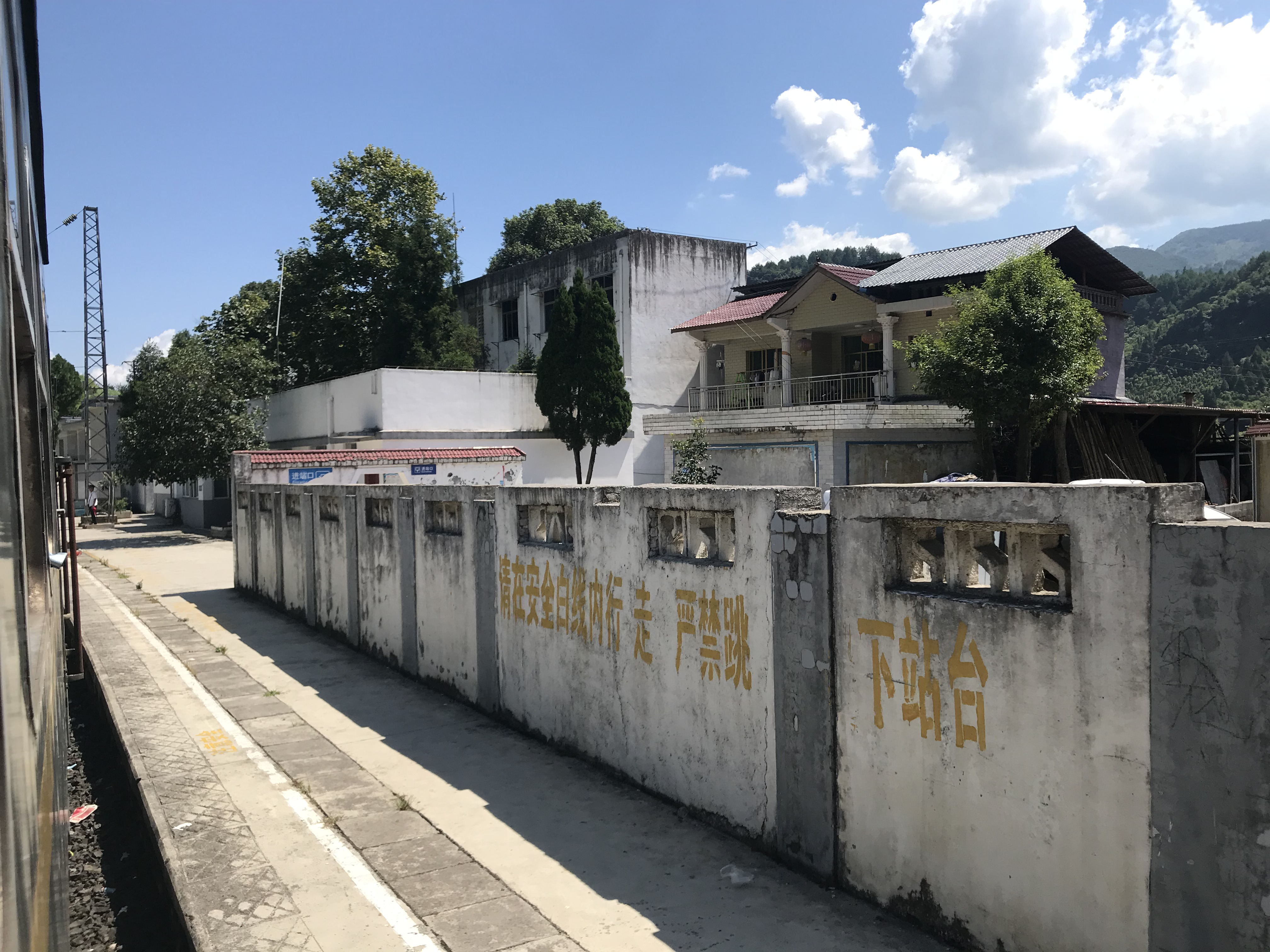
站台
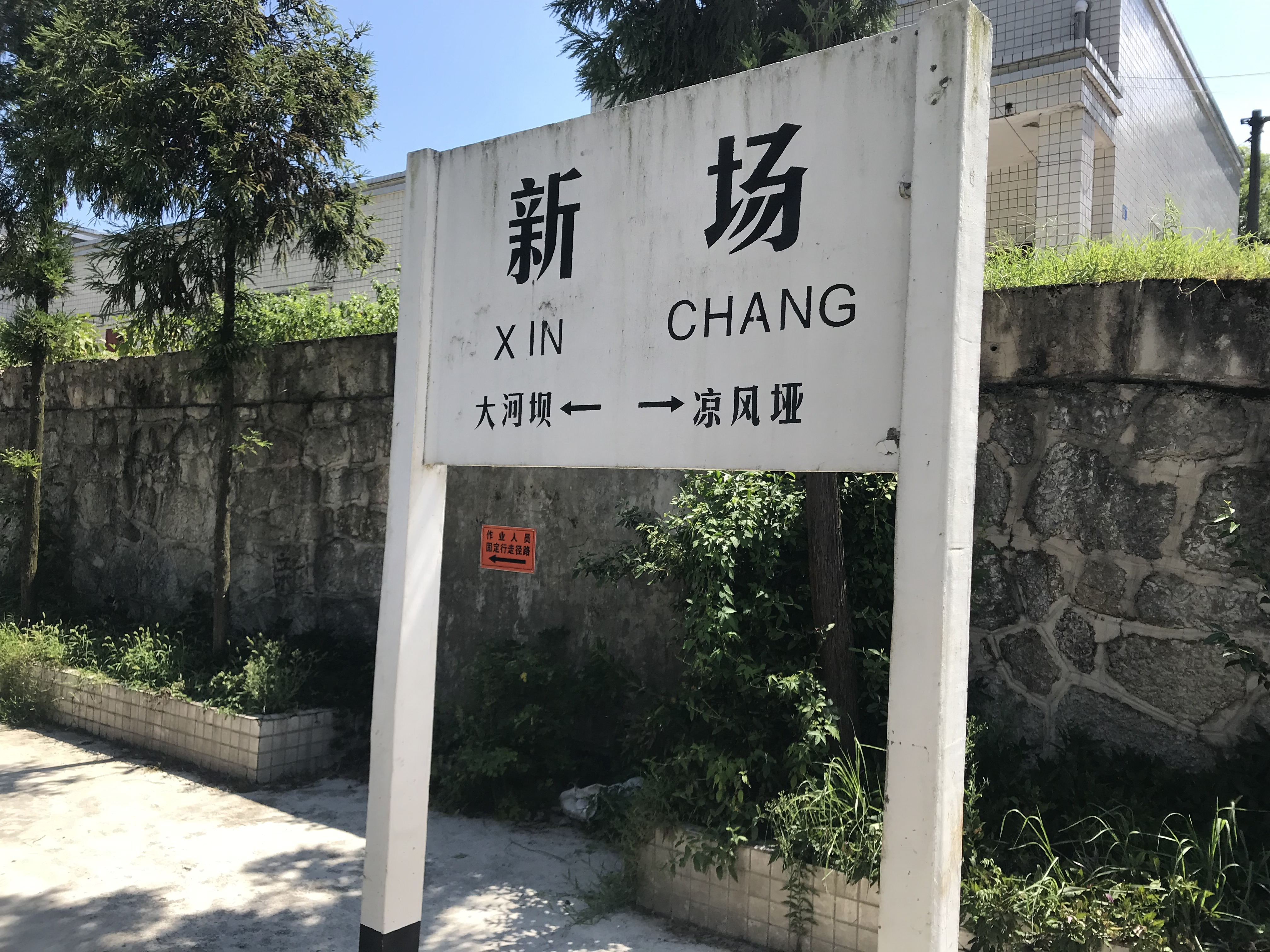
站牌
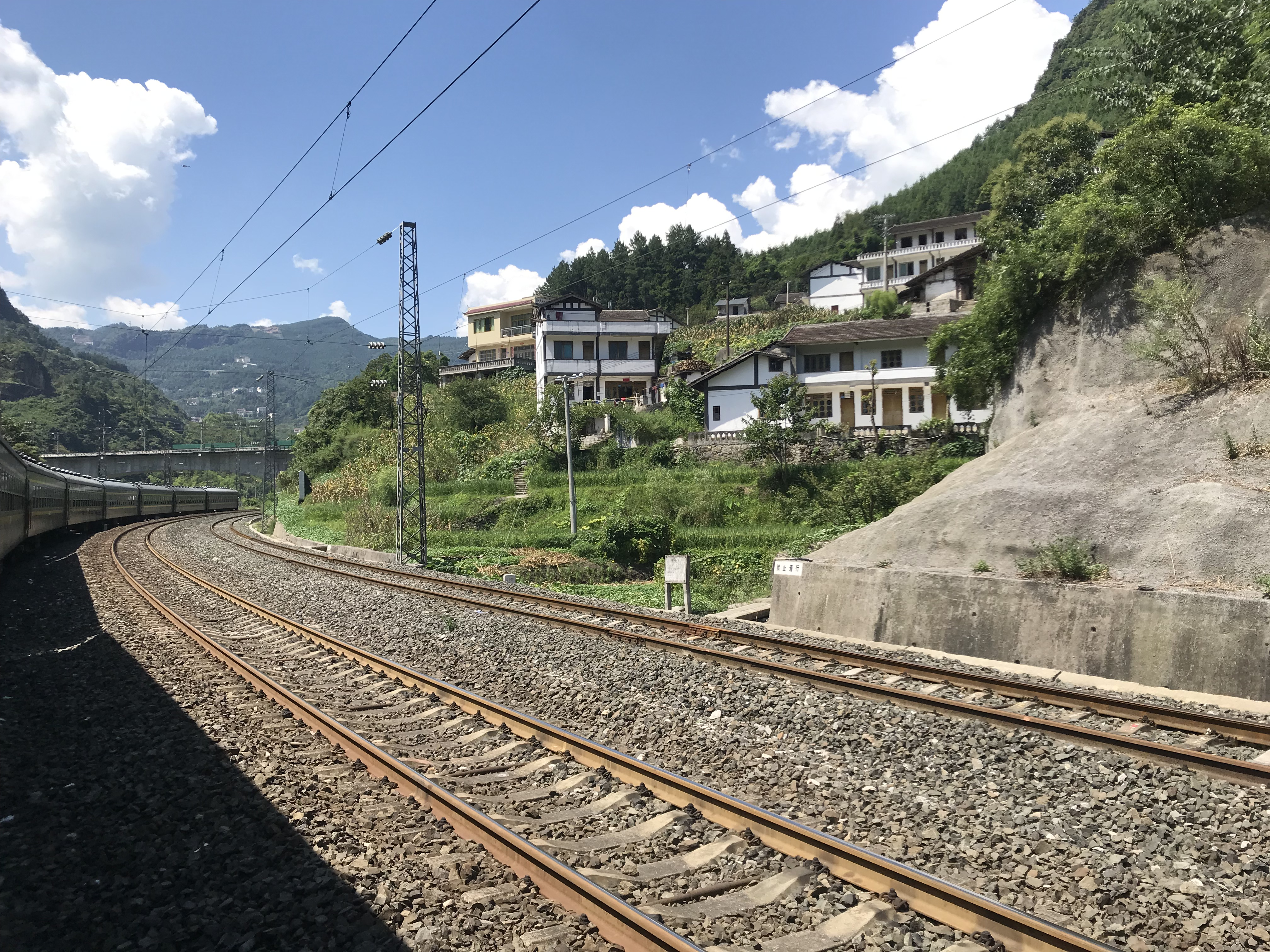
站内股道
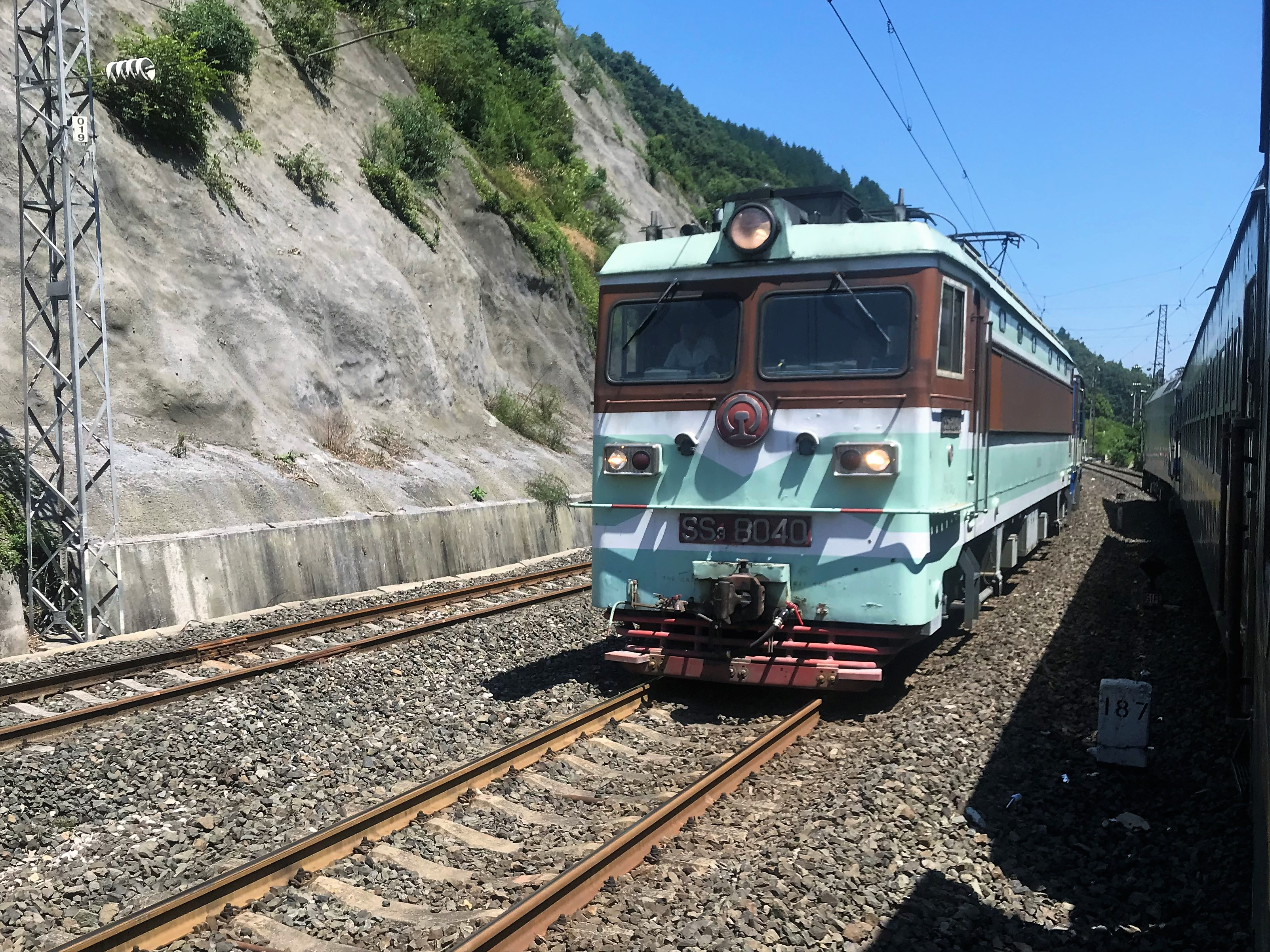
韶山3型电力机车牵引货列于站内